# Obromino
Obromino (deutsch Wobbermin) ist ein Dorf in der Woiwodschaft Westpommern in Polen. Es gehört zur Gmina Pyrzyce (Gemeinde Pyritz)  im Powiat Pyrzycki (Pyritzer Kreis).

## Geographische Lage
Das Dorf liegt in Hinterpommern, etwa 45 Kilometer südöstlich von Stettin und etwa 5 Kilometer südöstlich der Kreisstadt Pyritz.

## Geschichte
Das Dorf wurde urkundlich erstmals im Jahre 1250 erwähnt. Damals schenkte Herzog Barnim I. von Pommern der Kirche in Pyritz die weiteren Hufen ihres Dorfes Wobbermin („villa Wobbermin“), die bei der Vermessung der Dörfer des Landes Pyritz gefunden worden waren. Offenbar gehörte Wobbermin zur Ausstattung der hier erstmals erwähnten Kirche in Pyritz. Mit der Kirche kam Wobbermin 1255 an das neugegründete Augustinerinnenkloster Pyritz und blieb im Klosterbesitz bis zur Aufhebung des Klosters in der Reformation.
In Ludwig Wilhelm Brüggemanns Ausführlicher Beschreibung des gegenwärtigen Zustandes des Königlich-Preußischen Herzogtums Vor- und Hinterpommern (1784) ist „Wobermin“ unter den Dörfern des Amtes Pyritz im Pyritzschen Kreis aufgeführt. Damals gab es hier einen Prediger, einen Küster, vierzehn Bauern, einen Predigerbauern, fünf Kossäten, ein Predigerwitwenhaus und eine Schmiede, insgesamt 35 Haushaltungen („Feuerstellen“). Die Kirche war eine Mutterkirche, der die Filialkirche in Megow zugeordnet war.
Vor 1945 bildete Wobbermin eine Landgemeinde im Kreis Pyritz der preußischen Provinz Pommern. Zur Landgemeinde gehörten keine weiteren Wohnplätze. Die Gemeinde zählte im Jahre 1910 231 Einwohner, im Jahre 1925 247 Einwohner in 55 Haushaltungen, und im Jahre 1939 245 Einwohner.
Nach dem Zweiten Weltkrieg kam Wobbermin, wie ganz Hinterpommern, an Polen. Die Bevölkerung wurde durch Polen ersetzt und der Ortsname zu „Obromino“ polonisiert.